# Базанов Іван Олександрович
Іва́н Олекса́ндрович База́нов (1867—1943) — російський вчений-юрист, професор і ректор Імператорського Томського університету (1909—1913).

## Біографія
Закінчив духовне училище, Нижньогородську гімназію та юридичний факультет Московського університету (1891). Університет закінчив з дипломом 1-го ступеня, був залишений професорським стипендіатом при кафедрі цивільного права. Його науковими керівниками були професори М. П. Боголєпов  і Ю. С. Гамбаров. Після складання магістерського іспиту збирав матеріал для дисертації за кордоном. Після повернення у Росію склав магістерські іспити і був удостоєний звання приват-доцента Московського університету. 
У 1896 році викладав на юридичному факультеті Імператорського Санкт-Петербурзького університету . 
Після захисту магістерської дисертації: «Походження сучасної іпотеки» (М., 1900), був призначений професором цивільного права та судочинства в Томському університеті ; у 1902—1909 роках — декан юридичного факультету, у 1909—1913 роках — ректор університету. У 1911 році захистив докторську дисертацію «Вотчинний режим в Росії» (Томськ, 1910). У 1913 році отримав чин дійсного статського радника . 
Потім був попечителем Казанської (1914—1915) та Київської (1915—1917) учбових округ. 
У 1920 році емігрував до Болгарії, де викладав у Софійському університеті. 
Дотримувався правих поглядів, виступав проти революційного студентського руху. У 1909 році приєднався до невеликої групи вкрай правих професорів деяких провінційних університетів, котра склала спілку для боротьби зі страйками і так званою «лівою» професурою.

## Наукові роботи
- «Происхождение современной ипотеки» // «Известия Томского университета». — Томск, 1900.
- «Основные черты гражданско-правового строя крестьян по положениям 19 февраля» // «Известия Томского университета». — Томск, 1902.
- «Проект устава молочных товариществ» (Томск, 1902);
- Вотчинный режим в России // «Известия Томского университета». — Томск, 1910.
- Ипотечный режим в Болгарии // Год. СУ. Юрид. фак., 15-16, 1918—1920, 1921.[1]
- Суд при временном правительстве в России // Юбил. сб. в чест С. С. Бобчев. С., 1921.[1]
- Селският съд в Русия и България // Юридически преглед. — 1922. — № 3 и 4. (болг.)
- Унификация частного права // Труды V съезда русских учёных. — София, 1930.
- Юридически метод в цивилни изследвания. // Юридически архив. — 1930. — № 2. (болг.)

Переклади
- Общее учение о праве [Архівовано 28 листопада 2016 у Wayback Machine.] / Ф. Регельсбергер; Пер. І. О. Базанова; Під ред. проф. Ю.С. Гамбарова. — М.: т-во І. Д. Ситіна, 1897.

## Нагороди
- Орден Св. Станіслава 2-го ступеня (1903);
- Орден Св. Анни 2-го ступеня (1909);
- Орден Св. Володимира 3-го ступеня (1915);
- Орден Св. Станіслава 1-го ступеня (1917)